# Ten Miyagi
Ten Miyagi (japanisch 宮城 天 Miyagi Ten; * 2. Juni 2001 in der Präfektur Kanagawa) ist ein japanischer Fußballspieler.

## Karriere
Ten Miyagi erlernte das Fußballspielen in der Jugendmannschaft von Kawasaki Frontale. Seinen ersten Vertrag unterschrieb er 2020 bei Kawasaki Frontale. Der Verein spielte in der höchsten Liga des Landes, der J1 League. 2020 wurde er an den Drittligisten Kataller Toyama ausgeliehen. Im Januar 2021 kehrte er nach der Ausleihe zu Kawasaki Frontale zurück. Am Ende der Saison feierte er mit Frontale die japanische Meisterschaft. Im Februar 2023 wechselte er auf Leihbasis zum Zweitligisten V-Varen Nagasaki. Hier stand er die Hinserie unter Vertrag und bestritt 13 Ligaspiele. Nach der Hinserie wechselte er bis Jahresende zum Zweitligisten Montedio Yamagata. Für den Verein aus der Präfektur Yamagata bestritt er sieben Ligaspiele. Nach der Ausleihe kehrte er im Februar 2025 zu Frontale zurück.

## Erfolge
Kawasaki Frontale
- Japanischer Meister: 2021

## Sonstiges
Ten Miyagi ist der Sohn eines Burmesen und einer Japanerin.